# 52228 Protos
52228 Protos este o planetă minoră (asteroid), cu un diametru de 5,589 km, din centura de asteroizi. A fost descoperită pe 5 septembrie 1977 la Observatorul European Austral de Lutz D. Schmadel. 
Obiectul prezintă o orbită caracterizată de o semiaxă mare de 3,209768443013 UAi, o excentricitate de 0,12, o înclinație de 27,9 ° în raport cu ecliptica.